# اخشوا الموتى السائرون (مسلسل)
أخشوا الموتى السائرون (بالإنجليزية: Fear The Walking Dead) مُسلسل رعب، دراما، نهاية العالم وما بعدها أمريكي، من إعداد روبرت كيركمان وديف إيريكسون، عرض لأول مرة على قناة «AMC» في 23 أغسطس، 2015. وهو مُسلسل مرافق ومشتق من مُسلسل الرعب الدرامي الموتى السائرون والذي بدوره مستوحى من سلسلة القصص المصورة بنفس العنوان من تأليف روبرت كيركمان، توني مور وتشارلي أدلارد.
تكون الموسم الأول من ستة حلقات، عرض في عام 2015. وموسمهُ الثاني تكون من 15 حلقة عرض في 10 أبريل، 2016.، في 15 أبريل، 2016، أعلنت قناة "AMC" عن تجديد المسلسل لموسم ثالث مكون من 16 حلقة بدأ عرضه في 4 يونيو، 2017. في أبريل 2017، أعلن عن تجديد المسلسل لموسم رابع مكون من 16 حلقة بدأ عرضه في 16 ابريل، 2018. والموسم الخامس مكون من 16 حلقة بدأ عرضه في 3 يونيو، 2019. والموسم السادس مكون من 16 حلقة بدأ عرضه في 12 اكتوبر، 2020. والموسم السابع مكون من 16 حلقة بدأ عرضه 18 اكتوبر، 2021. والموسم الثامن و الأخير مكون من 12 حلقة بدأ عرضه 15 مايو، 2023 .
تقع أحداث المُسلسل في لوس انجلوس، كاليفورنيا، ثم تنتقل مسار الأحداث إلى المكسيك. ويتابع قصة عائلة مضطربة مكونة من: مستشارة التوجيه المدرسي ماديسون كلارك، وحبيبها مدرس اللغة الإنجليزية ترافيس ماناوا، ابنتها أليشا، ابنها مدمن المخدرات نيك وابن ترافيس من زواجة السابق كريس، في بداية انتشار فيروس معدي يؤدي تدريجياً إلى نهاية العالم كما نعرفه.

## الحلقات

### نظرة عامة
مقالة مفصلة: قائمة حلقات اخشوا الموتى السائرون
| الموسم | الموسم | عدد الحلقات | تاريخ البث الأصلي | تاريخ البث الأصلي |
| الموسم | الموسم | عدد الحلقات | أول عرض           | آخر عرض           |
| ------ | ------ | ----------- | ----------------- | ----------------- |
|        | 1      | 6           | 23 أغسطس، 2015    | 4 أكتوبر، 2015    |
|        | 2      | 15          | 10 أبريل، 2016    | 2 أكتوبر، 2016    |
|        | 3      | 16          | 4 يونيو، 2017     | 15 أكتوبر، 2017   |
|        | 4      | 16          | 16 أبريل، 2018    | 1 أكتوبر، 2018    |
|        | 5      | 16          | 3 يونيو، 2019     | 30 سبتمبر،2019    |
|        | 6      | 16          | 12 أكتوبر، 2020   | 14 يونيو، 2021    |
|        | 7      | 16          | 18 أكتوبر، 2021   | 6 يونيو، 2022     |
|        | 8      | 12          | 15 مايو، 2023     | 20 نوفمبر، 2023   |

## الممثلون والشخصيات
مقالة مفصلة: قائمة شخصيات اخشوا الموتى السائرون

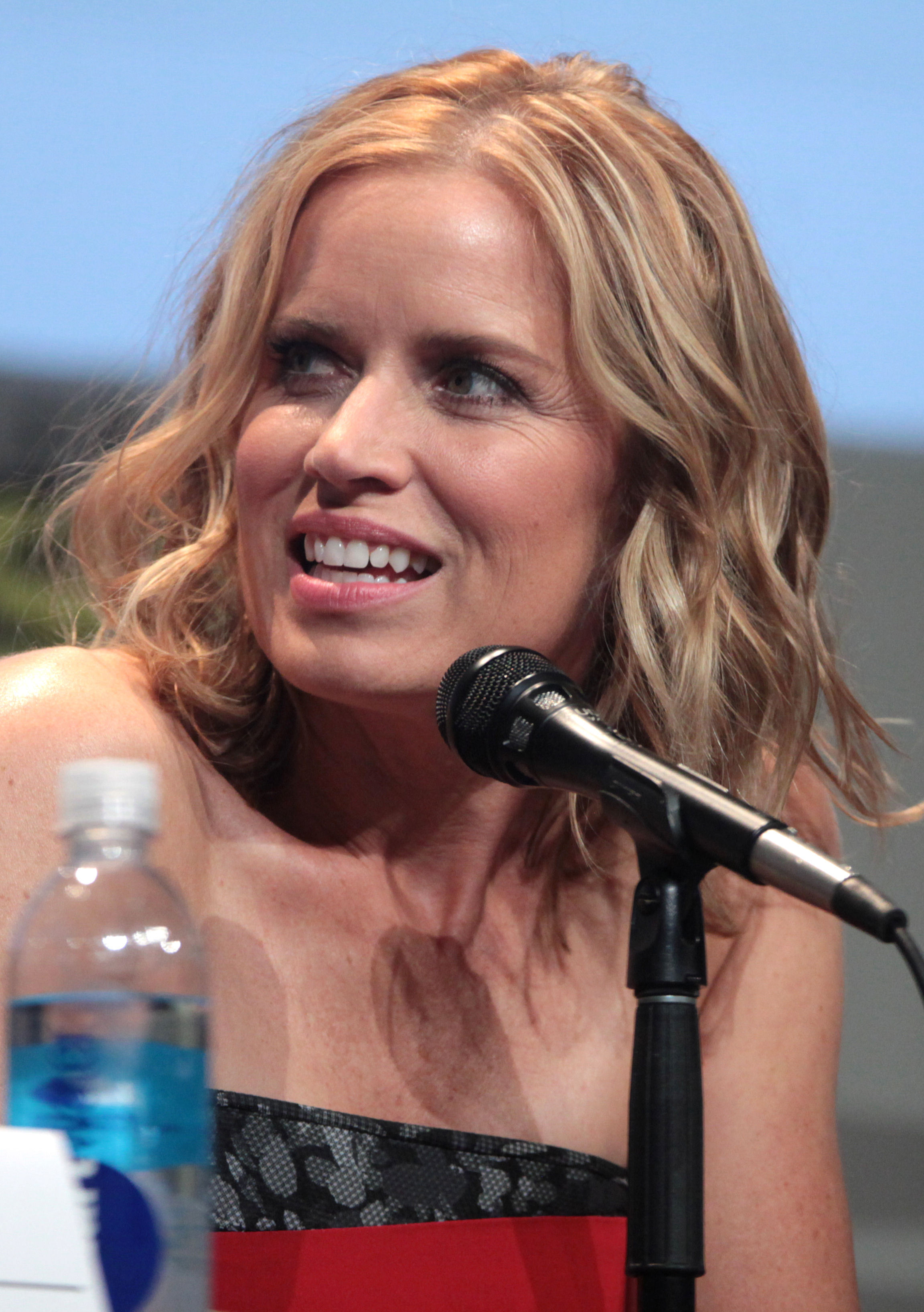
كيم ديكينز
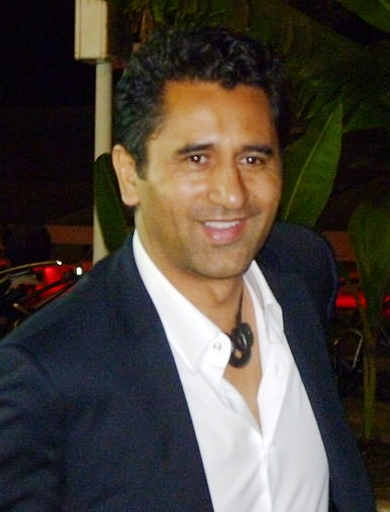
كليف كورتس
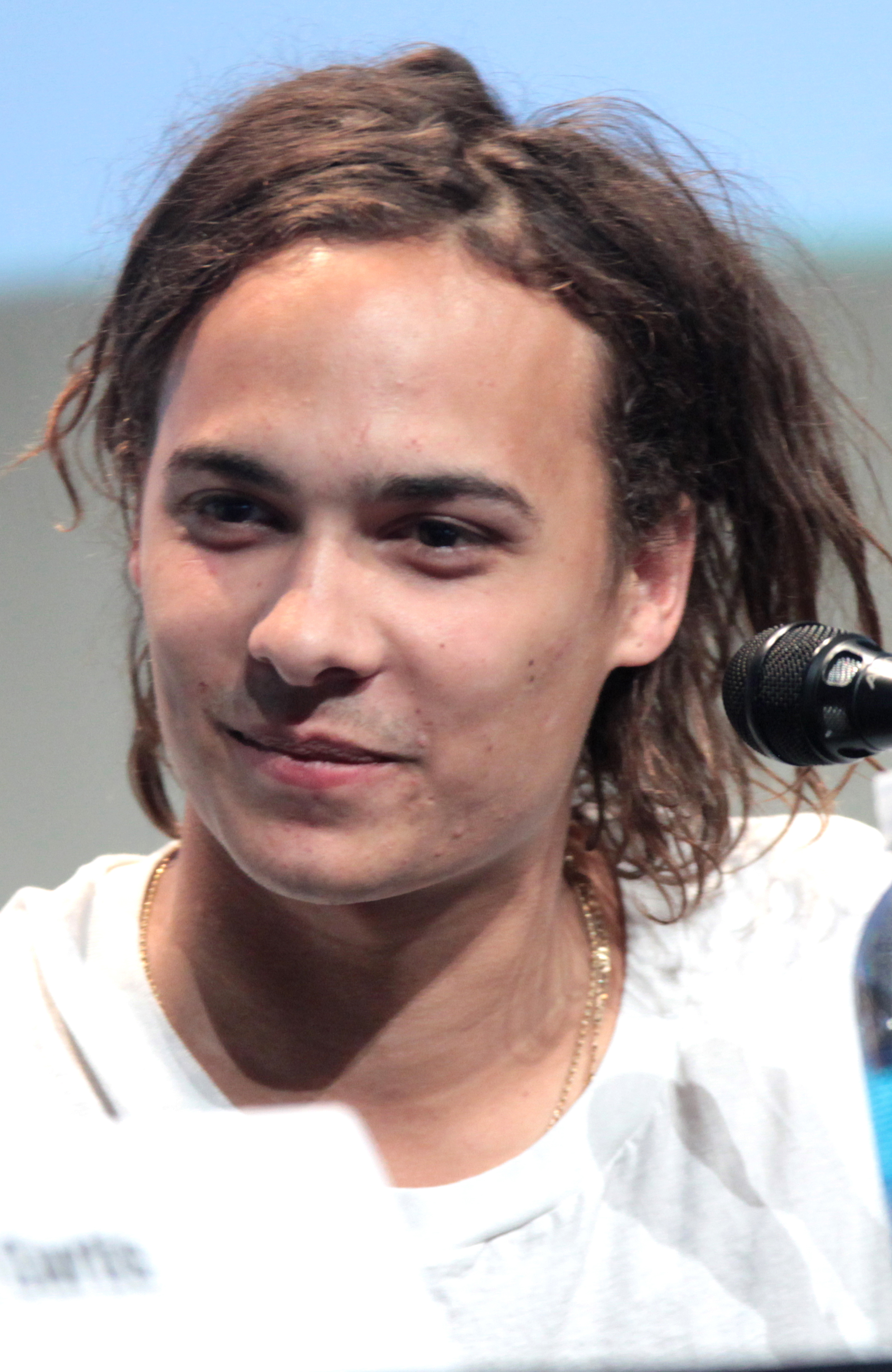
فرانك ديلان
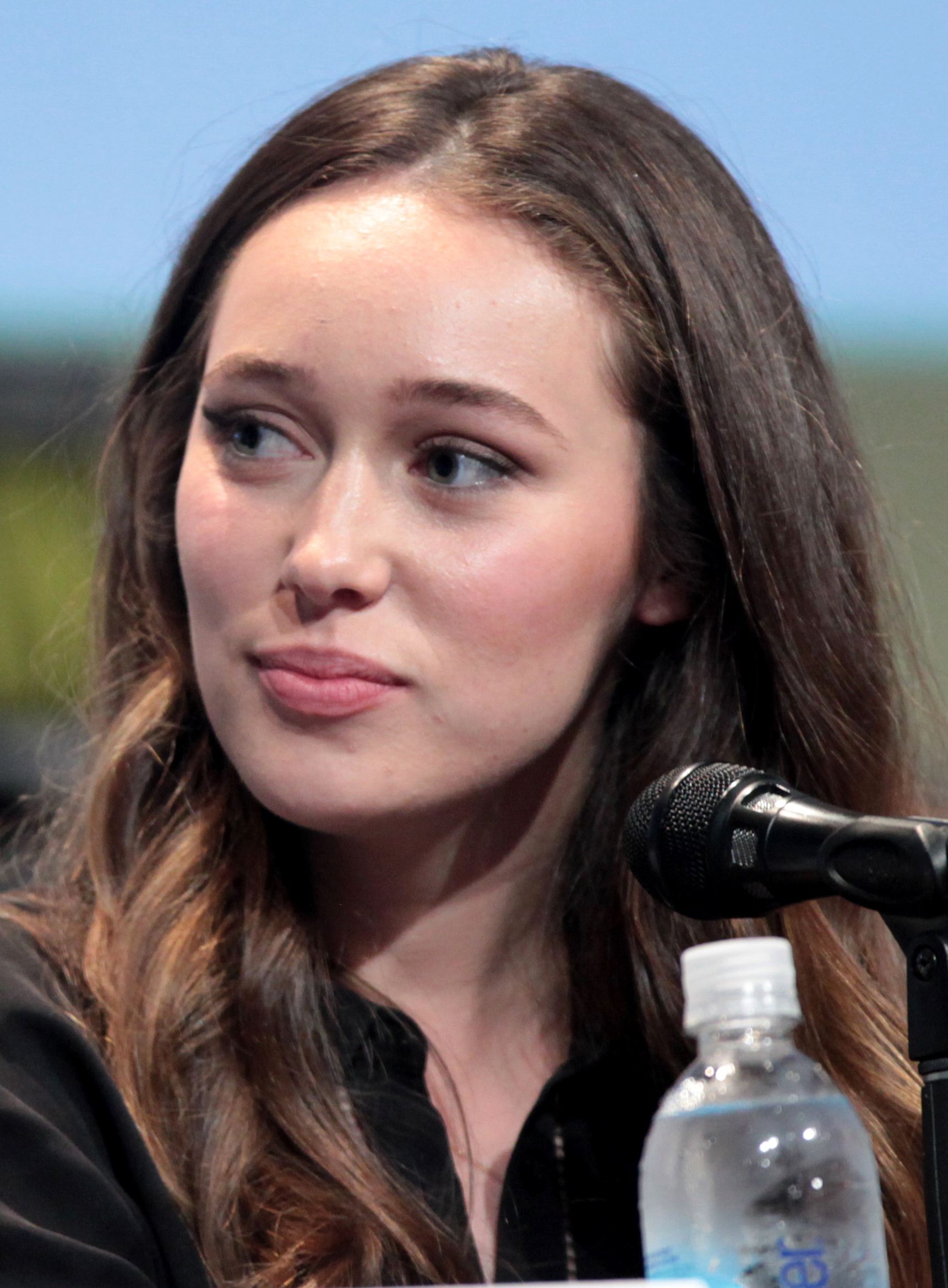
أليسيا ديبنام كاري
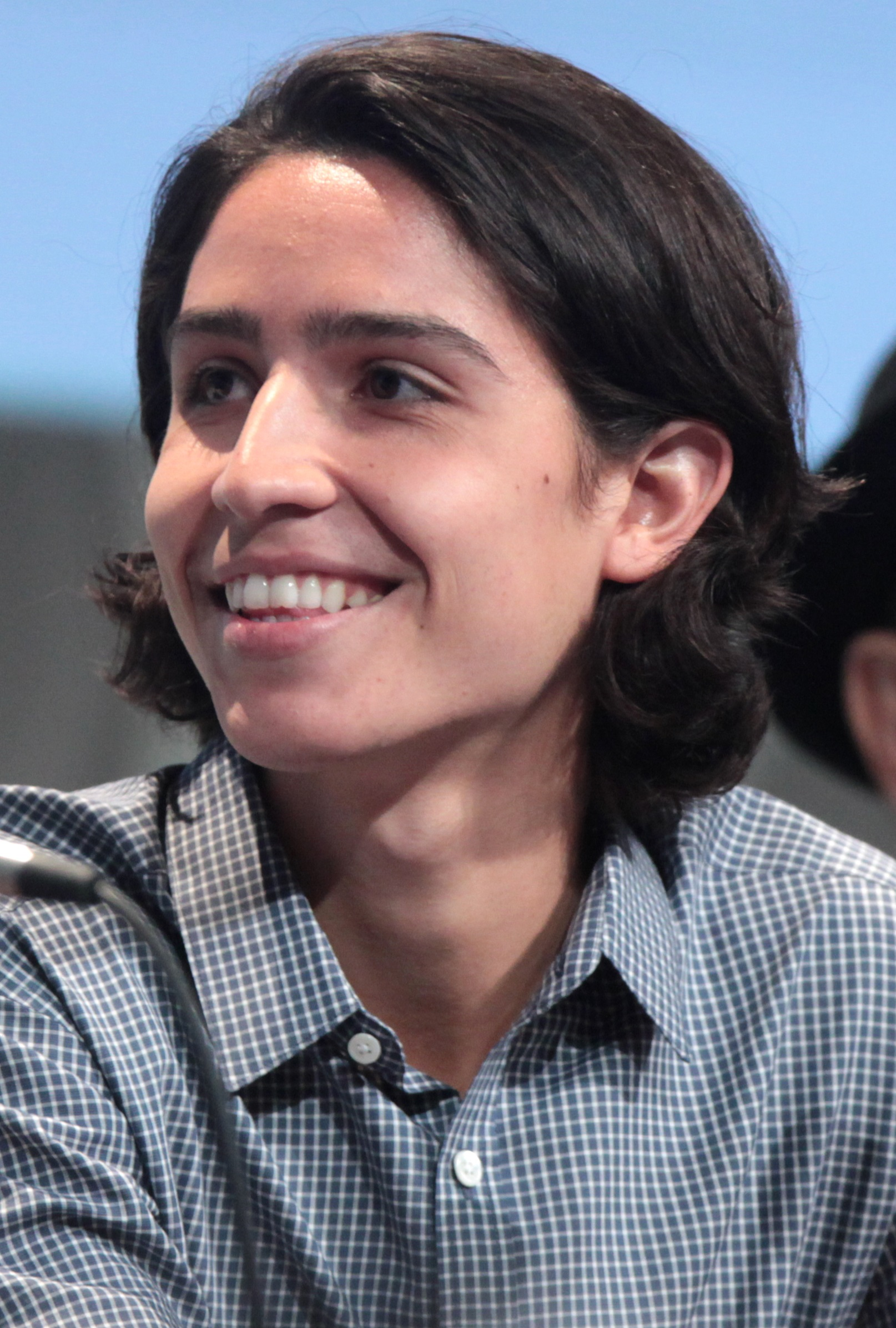
لورينزو جيمس.
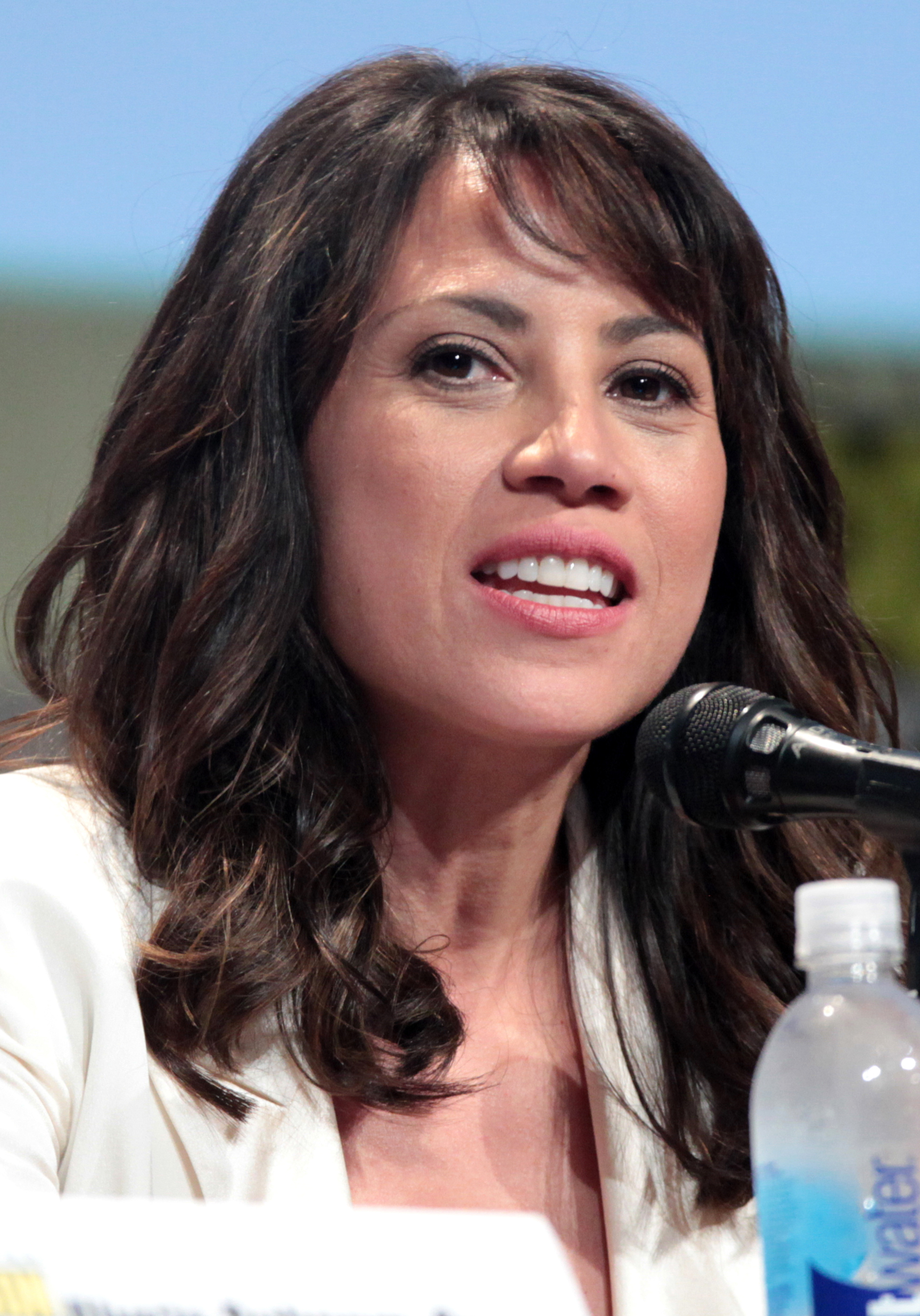
اليزابيث رودريجيز
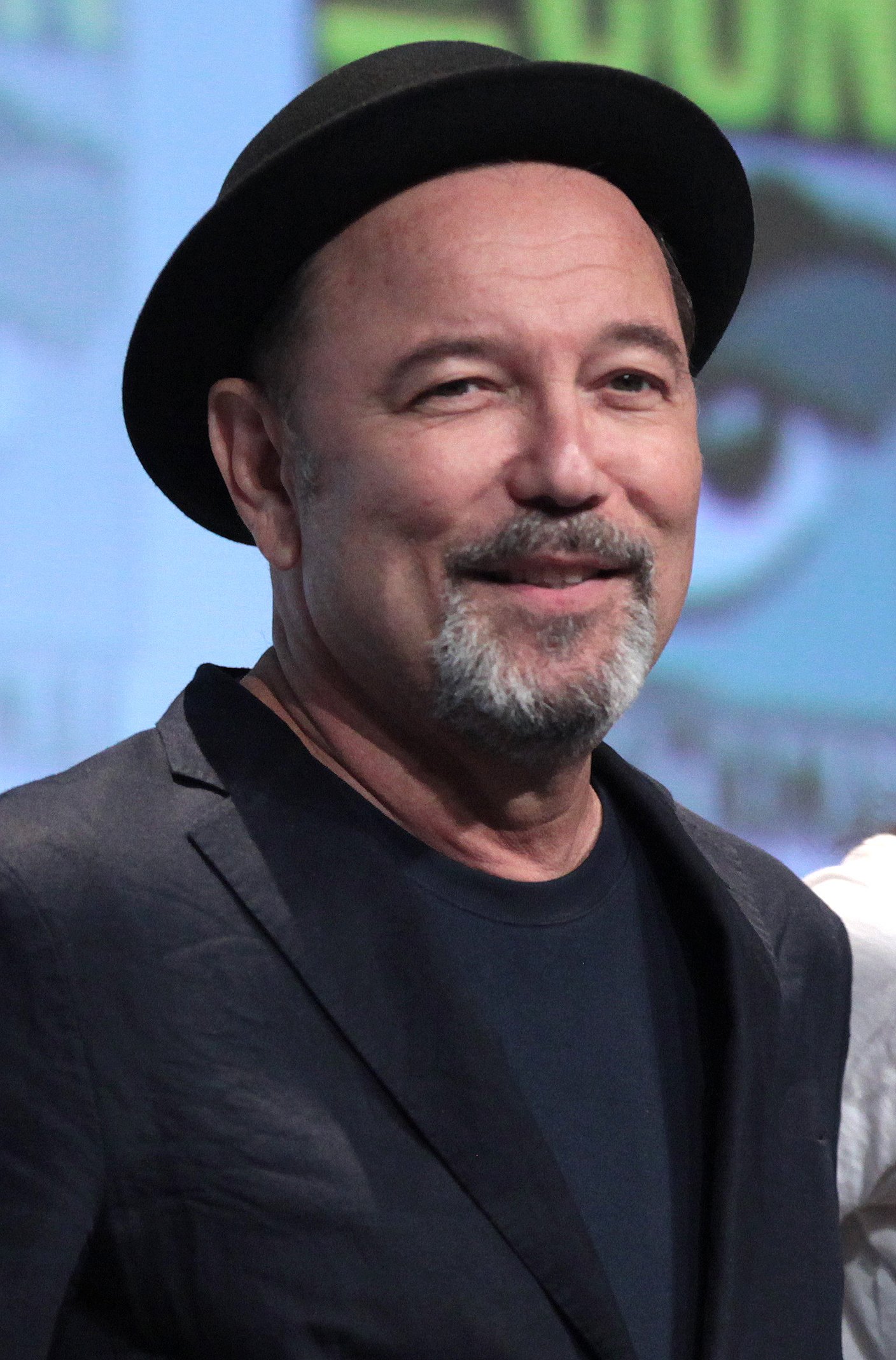
روبين بليدز
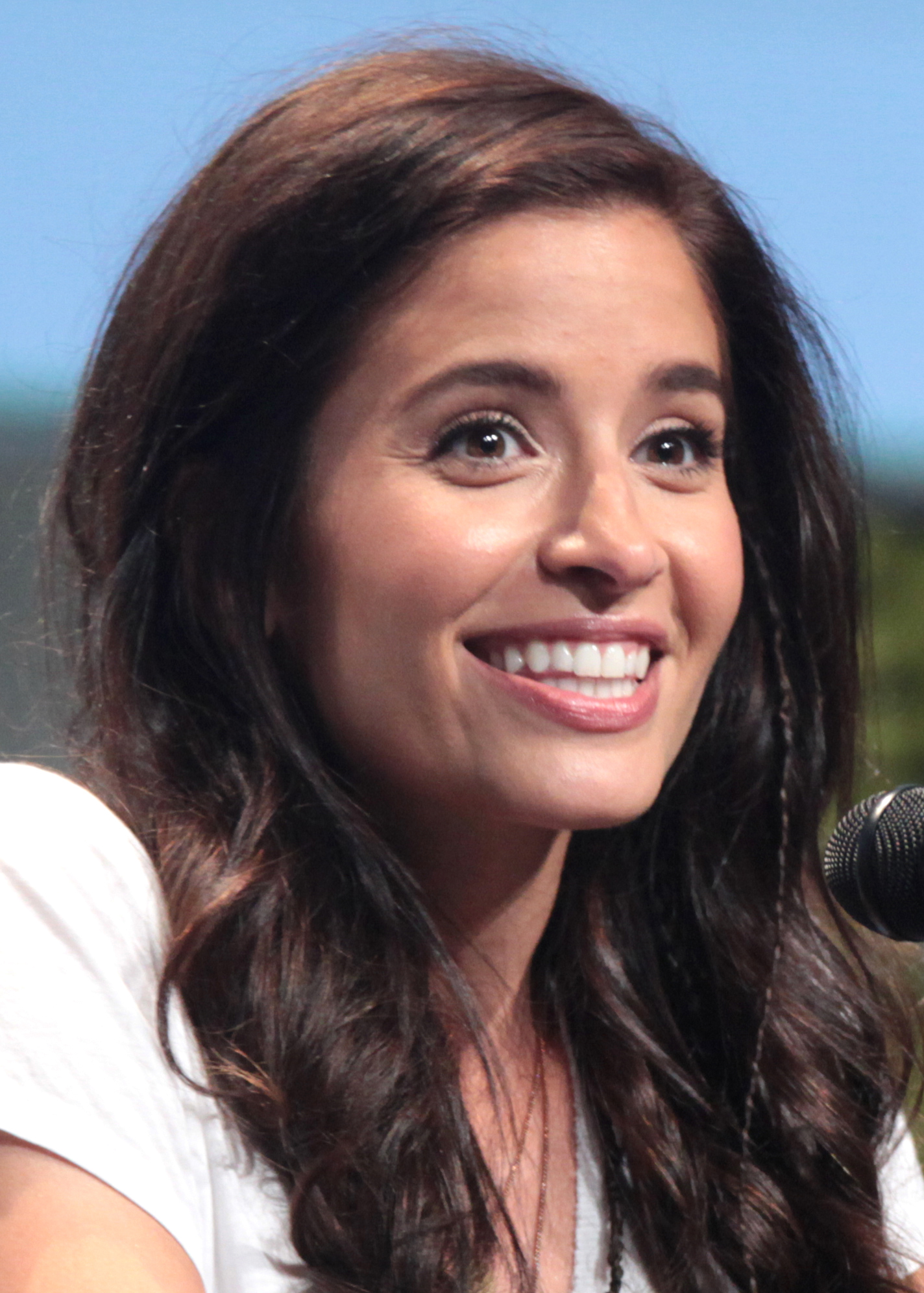
مرسيدس ماسون
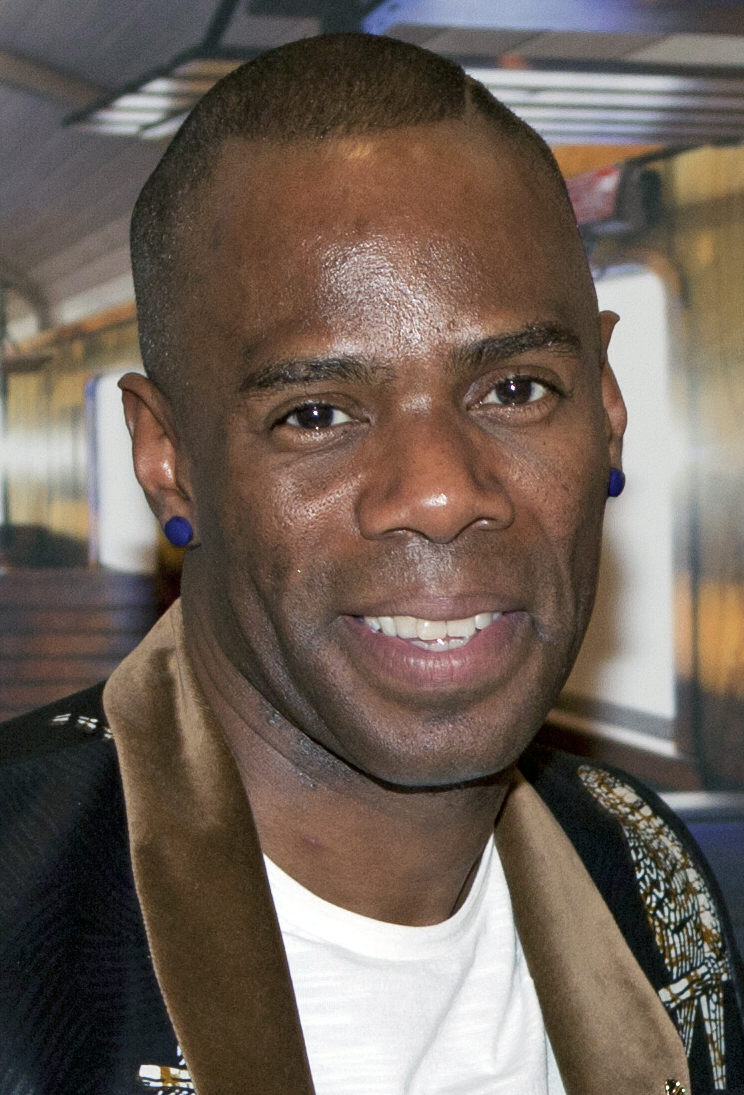
كولمان دومينغو

### شخصيات رئيسية
- كيم ديكنز بدور ماديسون كلارك، امرأة في منتصف أو آواخر الثلاثينيات من العمر، تعمل كمستشارة توجيه في مدرسة باول أر ويليامز الثانوية، وهي حبيبة ترافيس، ووالدة أليشيا ونيك.[12][15]
- كليف كورتس بدور ترافيس ماناوا، مدرس لغة إنجليزية في مدرسة باول أر ويليامز الثانوية، وهي حبيب ماديسون، ويشارك الوصاية على إبنه كريس مع زوجته السابقة ليزا. (موسم 1-3)[12][15]
- فرانك ديلان بدور نيك كلارك، ابن ماديسون ذو التسعة عشرة عاماً، مدمن على الهيروين، ومطرود من الجامعة.[12][15][13][16]
- اليشا ديبنام كيري بدور اليشا كلارك، ابنة ماديسون واخت نيك، طالبة نموذجية ومتفوقة.[12][15]
- اليزابيث رودريجيز بدور ليزا أورتيز، طالبة تمريض وزجة ترافيس السابقة ووالدة إبنهما كريس. (موسم 1: دور رئيسي؛ موسم 2: دور متكرر)[12][15][17]
- مرسيدس ماسون بدور أوفيليا سالازار، ابنة كل من دانييل وغريسيلدا سالازار.[12][15]
- لورينزوجيمس هنري بدور كريستوفر ماناوا، ابن ترافيس وليزا المراهق الذي يعاني من تبعات طلاق والديه. (موسم 1-2)[12][17]
- روبين بليدز بدور دانييل سالازار، لاجئ من السلفادور، يعمل حلاقاً وهوزوج غريسيلدا، ووالد أوفيليا، يحاول الحفاظ على عائلتهُ مهما كان الثمن.[12][18]
- كولمان دومينغو بدور فيكتور ستراند، رجل أعمال ذكي ومثقف ذو ماضٍ غامض. (موسم 1: دور متكرر؛ موسم 1-الآن: دور رئيسي)[19]
- ميشيل آنغ بدور آليكس، إحدى الناجين من الطائرة التي صادفتها المجموعة أثناء إبحارهم إلى المكسيك في الموسم الثاني. (موسم 2)[20]
- داناي غارسيا بدور لوسيانا غالفيز، من سكنة مجمع «لا كولونيا» في تيخوانا، المكسيك (موسم 2: دور متكرر؛ موسم 3-الآن: دور رئيسي)[21]
- دانيال شارمان بدور تروي أوتو، قائد ميليشا مزرعة «بروك جا». (موسم 3-الآن)[22]
- سام أندروود بدور جيك أوتو، شقيق تروي الأكبر وصديق أليشا. (موسم 3-الآن)
- ديتون كالي بدور جيرماياه أوتو، والد كل من تروي وسام، ومالك أرض مزرعة «بروك جا». (موسم 2: دور متكرر؛ موسم 3: دور رئيسي)
- ليساندرا تينا بدور لولا غييرو، امرأة تعمل في السدّ مع دانتي. (موسم 3-الآن)

### شخصيات متكررة الظهور

#### لوس أنجلوس
- باتريشيا رييس سبيندولا بدور غريسيلدا سالازار، والدة أوفيليا، التي هربت من السلفادور بسبب المشاكل السياسية ولجأت مع زوجها دانييل إلى الولايات المتحدة. (الموسم: الأول والثاني)[12]
- سكوت لورينس بدور ارتي كوستا، مدير مدرسة باول أر ويليامز الثانوية التي يعمل فيها ماديسون وترافيس. (الموسم الأول)[23]
- لنكولن أي. كاستيلانوس بدور توباياس، طالب ذكي، يدرس في مدرسة باول أر ويليامز الثانوية. (الموسم الأول)[24]
- مايستروهاريل بدور مات، حبيب أوفيليا. (الموسم الأول)[25]
- شون هاتوسي بدور العريف أندروآدمز، رجل عسكري، يعمل مع القوات التي تكلف بحماية الحي الذي تسكن فيه ماديسون وترافيس. (الموسم الأول)[26]
- جايمي مكشاين بدور النقيب بيل مويرز، قائد في الحرس الوطني، وهوالمسؤول عن حماية الحي الذي تسكن فيه ماديسون وترافيس. (الموسم الأول)
- ساندرين هولت بدور الدكتورة بيثاني ايكسنير، دكتورة متمرسة، تعمل في المركز الطبي الذي يسيطر عليه الجيش. (الموسم الأول)[27]

#### المياه الدولية
- بريندان ماير بدور جيك بويل، شاب مراهق، واحد الناجين من الطائرة المحطمة التي تصادفها المجموعة في البحر، يصاب إصابة خطرة أثناء تحطم الطائرة. (الموسم الثاني)
- أرتوروديل بويرتوبدور لويس فلوريس، مساعد فيكتور ستراند وتوماس آبيغايل. (الموسم الثاني)[28]
- مارك كيلي بدور كونور، قائد مجموعة القراصنة التي تستولي على قارب فيكتور ستراند. (الموسم الثاني)
- دانييل زوفاتوبدور جاك. (الموسم الثاني)[29]
- جيسي مكارتني بدور ريد، أخا كونور وأحد أعضاء القراصنة. (الموسم الثاني)[30]
- فيرونيكا دياز بدور فيدا، امرأة حامل وإحدى أعضاء القراصنة. (الموسم الثاني)

#### المكسيك
- مارلين فورتيه بدور سيليا فلوريس، والدة لويس. (الموسم الثاني)
- دوجراي سكوت بدور توماس آبيغايل، شريك فيكتور ستراند وصاحب المنزل الذي تتجه اليه المجموعة في الموسم الثاني. (الموسم الثاني)[31]
- بول كالديرون بدور اليخاندرو، صيدلاني وقائد مجمع «لا كولونيا» في تيخوانا، المكسيك (الموسم الثاني)
- كارين بيثزايد بدور إيلينا توبار، مديرة الفندق (الموسم الثاني)
- أندريس لوندونوبدور أوسكار، قائد المجموعة التي ستكن الفندق (الموسم الثاني)
- بريندا سترونغ بدور إيلين ستو، والدة أوسكار (الموسم الثاني)
- كيلي بلاتز بدور براندون لوك، قائد مجموعة من الشباب الذين يلتقون بكريس وترافيس (الموسم الثاني)
- إسرائيل بروسارد بدور جيمس مكاليستر، عضوفي مجموعة براندون (الموسم الثاني)

## الإنتاج

### التطوير
في سبتمبر 2013، أعلنت قناة AMC بأنها تعمل على إعداد مُسلسل مرافق أومشتق من قصة مسلسل الموتى السائرون، ويتابع قصة مجموعة آخرى، من إعداد روبرت كيركمان. في سبتمبر، 2014، طلبت قناة AMC حلقة تجريبية من المسلسل كتبها روبرت كيركمان وديف إيريكسون، وأخرجها آدم ديفيدسون، وكان المنتجين المنفذين كيركمان، إيركسون، غيل آن هيرد وديفيد ألبيرت، وإيريكسون خدم كرئيس منتجين. عُرف المشروع مبدئياً بأسم «كوبالت»، أكد كيركمان بعدها بأن اسم المسلسل سيكون «اخشوا الموتى السائرون». في 9 مارس، 2015، أعلنت مجموعة AMC التلفزيونية بأنها أمرت بإنتاج موسمين من مسلسل اخشوا الموتى السائرون، الموسم الأول يتكون من ستة حلقات، عرض في 23 أغسطس، 2015؛ والثاني يتكون من 15 حلقة، بدأ عرضه في 10 أبريل، 2016.

### طاقم التمثيل
في ديسمبر، 2014، أعطيت أول أربعة أدوار في المسلسل لكل من: كيم ديكينز بدور ماديسون، كليف كورتس بدور ترافيس ماناوا، فرانك ديلان بدور نيك وأليسيا ديبنام كاري بدور اليشا. في أبريل، 2015، وأعلن عن انضمام اليزابيث رودريجيز ومرسيدس ماسون بادوار رئيسية لم يعلن عنها حينها.

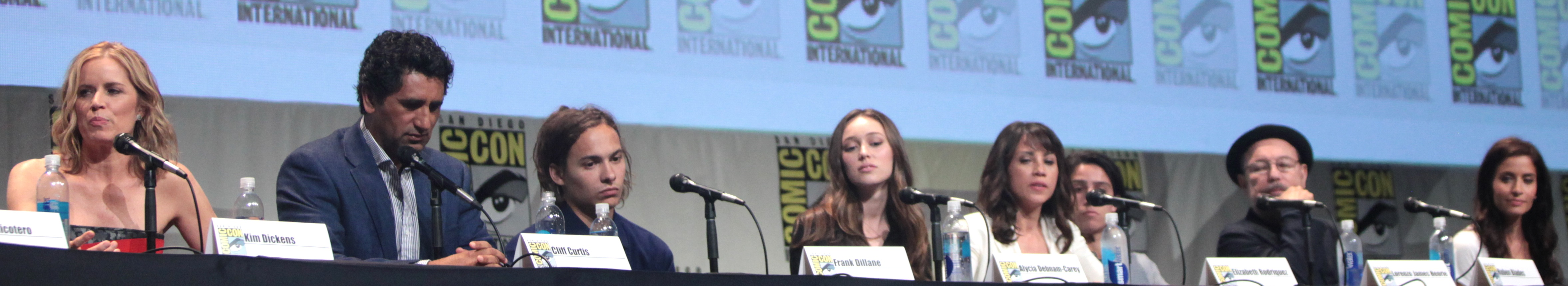
طاقم تمثيل المسلسل في كومك كون 2015.

### التصوير
بدأ تصوير الحلقة الأولى في بداية 2015، وإكتمل الإنتاج في 6 فبراير، 2015. صورت الحلقة الأولى في لوس أنجلوس، كاليفورنيا، وصورت باقي مشاهد الموسم الأول في فانكوفر، كولومبيا البريطانية، كندا. بدأ تصوير الحلقات الخمس المتبقية من الموسم الأول في 11 مايو، 2015. أخرج الحلقة الثانية والثالثة من الموسم الأول المخرج آدم ديفيدسون الذي بدوره أخرج الحلقة الأولى. بدأ تصوير حلقات الموسم الثاني في ديسمبر 2015، وتم تصويره في باها كاليفورنيا، في المكسيك.

## البثّ
في 23 أغسطس، 2015، بدأ العرض الأول للمسلسل تزامناً حول العالم على قناة: «AMC» في الولايات المتحدة، وقناة "AMC Global" في معظم مناطق أفريقيا، آسيا، أوروبا، أمريكا اللاتينية والشرق الأوسط، وعلى قناة "FX" في استراليا. كما حصل موقع هولوعلى حقوق عرض الإنترت في الولايات المتحدة الامريكية، بينما حصل أمازون إنستانت فيديوعلى حقوق العرض في النمسا، والمانيا، حيث تتوفر الحلقات بعد يوم من عرضها على القناة الاصلية.

## الإستقبال

### الموسم الأول
حصل الموسم الأول على تصنيف 77% إسنناداً على 70 ناقداً من موقع الطماطم الفاسدة أي ما يقارب 6.5/10. وعلى ميتاكرتكس حصل الموسم الأول على تصنيف 66 من 100 استناداً على 33 ناقد.

### الموسم الثاني
حصل الموسم الثاني على آراء مختلطة. فقد حصل على تصنيف 68% استناداً على 25 ناقداً من موقع الطماطم الفاسدة أي ما يقارب 6.5/10. وعلى ميتاكرتكس حصل الموسم الثاني على تصنيف 54 من 100 استناداً على 12 ناقد.

### التصنيف
| الموسم        | وقت العرض        | عدد الحلقات | أول عرض        | أول عرض               | اخر عرض        | اخر عرض               | عدد المشاهدين (مليون) |
| الموسم        | وقت العرض        | عدد الحلقات | تاريخ          | عدد المشاهدين (مليون) | تاريخ          | عدد المشاهدين (مليون) | عدد المشاهدين (مليون) |
| ------------- | ---------------- | ----------- | -------------- | --------------------- | -------------- | --------------------- | --------------------- |
| الموسم الأول  | الأحد 9:00 مساءاً | 6           | 23 أغسطس، 2015 | 10.13                 | 4 أكتوبر، 2015 | 6.86                  | 7.61                  |
| الموسم الثاني | الأحد 9:00 مساءاً | 15          | 10 ابريل، 2016 | 6.67                  | 10 ابريل، 2016 | 3.05                  | —                     |

| الموسم | الموسم | حلقة 1 | حلقة 2 | حلقة 3 | حلقة 4 | حلقة 5 | حلقة 6 | حلقة 7 | حلقة 8 | حلقة 9 | حلقة 10 | حلقة 11 | حلقة 12 | حلقة 13 | حلقة 14 | حلقة 15 | معدل الموسم |
| ------ | ------ | ------ | ------ | ------ | ------ | ------ | ------ | ------ | ------ | ------ | ------- | ------- | ------- | ------- | ------- | ------- | ----------- |
|        | 1      | 10.13  | 8.18   | 7.19   | 6.62   | 6.66   | 6.86   | غ/م    | غ/م    | غ/م    | غ/م     | غ/م     | غ/م     | غ/م     | غ/م     | غ/م     | 7.60        |
|        | 2      | 6.67   | 5.58   | 4.73   | 4.80   | 4.41   | 4.49   | 4.39   | 3.86   | 3.66   | 2.99    | 3.40    | 3.62    | 3.49    | 3.67    | 3.05    | 4.18        |

## الجوائز والترشيحات
| السنة | الجائزة                    | الفئة                            | المرشحين                    | النتيجة | مرجع   |
| ----- | -------------------------- | -------------------------------- | --------------------------- | ------- | ------ |
| 2015  | E! Online جوائز            | مسلسل جديد أنت متشوقاً لمتابعته   | مسلسل اخشوا الموتى السائرين | فوز     | [ 60 ] |
| 2015  | جوائز جمعية كتاب أمريكا    | أفضل البرامج الجديده حديثة العهد | مسلسل اخشوا الموتى السائرين | رُشِّح     | [ 61 ] |
| 2016  | جوائز زحل الثاني والاربعون | أفضل مُسلسل رعب تلفزيوني          | مسلسل اخشوا الموتى السائرين | رُشِّح     | [ 62 ] |
| 2016  | جوائز زحل الثاني والاربعون | أفضل ممثلة على التلفاز           | كيم ديكينز                  | رُشِّح     | [ 62 ] |
| 2016  | جوائز زحل الثاني والاربعون | أفضل اداء لممثل شاب              | فرانك ديلان                 | رُشِّح     | [ 62 ] |
| 2016  | E! Online جوائز            | نجمة صاعدة                       | اليشا ديبنام كيري           | فوز     | [ 63 ] |

## مسلسلات ويب

### اخشوا الموتى السائرون: الرحلة 462 (2015-16)
مقالة مفصلة: اخشوا الموتى السائرون: الرحلة 462
الرحلة 462 مُسلسل ويب من ستة عشر جزء مبني على قصة المسلسل التلفزيوني اخشوا الموتى السائرون. عرض في 4 أكتوبر، 2015 حتى 26 مارس، 2016، على موقع شبكة «AMC» الرسمي على الإنترنت. يتابع المسلسل قصة الطائرة في الرحلة رقم 462 في بداية إنشار العدوى.

### اخشوا الموتى السائرون: الممر (2016)
مسلسل ويب ثان يتكون من ستة عشر حلقة بدأ عرضه في 17 أكتوبر، 2016، على موقع شبكة "AMC".

## الإصدار المنزلي
صدر الموسم الأول من المسلسل على قرص مدمج بنوعي (DVD، وBlu-ray) في 1 ديسمبر، 2015. كما اطلقت نسخة خاصة من المسلسل الأول في 22 مارس، 2016، تضمنت مشاهد إضافية وتعليق صوتي من قبل ممثلي المسلسل على كل حلقات الموسم الأول الستة. في 13 ديسمبر، 2016 صدر الموس الثاني من المسلسل على قرص مدمج بنوعي (DVD، وBlu-ray).

## وصلات خارجية
- الموقع الرسمي
- اخشوا الموتى السائرين على موقع IMDb (الإنجليزية)
- اخشوا الموتى السائرين على موقع ميتاكريتيك (الإنجليزية)
- اخشوا الموتى السائرين على موقع روتن توميتوز (الإنجليزية)
- اخشوا الموتى السائرين على موقع كينوبويسك (الروسية)
- اخشوا الموتى السائرين على موقع ألو سيني (الفرنسية)
- اخشوا الموتى السائرين على موقع قاعدة بيانات الفيلم (الإنجليزية)